# 酒石酸脱氢酶
酒石酸脱氢酶（英語：tartrate dehydrogenase，EC 1.1.1.93 （页面存档备份，存于）），是一种以NAD+或NADP+为受体、作用于供体CH-OH基团上的氧化还原酶。这种酶能催化以下酶促反应：
酒石酸 + NAD+ + CO2{\displaystyle \rightleftharpoons } 草酰羟乙酸 + NADH + H+
酒石酸脱氢酶是一种具有立体特异性（stereospecific）的胞内酶（intracellular enzyme）。这种酶人们发现的第三个金属离子依赖性、脱羧型R-羟酸脱氢酶，可以将内消旋酒石酸和L-酒石酸作为底物，并需要Mn2+和一价阳离子作为辅因子。可能是因为经历的自然选择的时间不长，酒石酸脱氢酶对酒石酸的催化能力较弱。恶臭假单胞菌（Pseudomonas putida）基因编码的酒石酸脱氢酶与原核生物的异丙基苹果酸脱氢酶具有很高的同源性，但其酒石酸脱氢酶具有独特的NAD+结合域。酒石酸脱氢酶在以异丙基苹果酸为底物时酶促反应的米氏常数Km为14±2μM。